# Ohmscher Kontakt
Unter einem ohmschen Kontakt wird in der Halbleiterelektronik ein Übergang zwischen einem Metall und einem Halbleiter mit niedrigem elektrischen Widerstand verstanden, welcher sich wie ein ohmscher Widerstand verhält und keine gleichrichtende Wirkung, wie der Schottky-Kontakt, aufweist. Er dient dazu elektronische Bauelemente auf Halbleiterbasis zu kontaktieren und elektrisch mit anderen Bauteilen zu verbinden. Anwendungen liegen bei allen Halbleiterbauelementen wie integrierten Schaltungen oder auch diskreten Bauelementen wie Transistoren. Ohne ohmsche Kontakte mit niedrigem Übergangswiderstand und mechanisch stabilen Kontakten könnte man Halbleiterbauelemente nicht verwenden.

## Allgemeines

Idealisiertes Energiebanddiagramm für einen ohmschen Kontakt zwischen einem Metall und einem hoch p-dotierten Halbleiter (links) vor dem Kontakt und (rechts) nach dem Kontakt in thermischem Gleichgewicht für den Fall Φ_{m} > Φ_{s}.

Idealisiertes Energiebanddiagramm für einen ohmschen Kontakt zwischen einem Metall und einem hoch n-dotierten Halbleiter (links) vor dem Kontakt und (rechts) nach dem Kontakt in thermischem Gleichgewicht für den Fall Φ_{m} < Φ_{s}.

Wie bereits erwähnt, gibt es zwei wesentliche Arten von Metall-Halbleiterübergängen: gleichrichtende Übergänge (Schottky-Kontakt) mit nichtlinearen Eigenschaften, und ohmsche Kontakte, welche auch lineare Übergänge genannt werden.
Durch unterschiedliche Dotierungen und ausgewählte Metalle lassen sich auch lineare, ohmsche Metall-Halbleiterübergänge schaffen, welche elektrisch ein lineares Verhalten wie ein ohmscher Widerstand aufweisen. Dabei wird der Widerstandswert minimiert, um einen möglichst geringen Einfluss auf die restliche elektronische Schaltung zu haben.
Ob sich ein gleichrichtender oder ohmscher Kontakt bildet, hängt von der Bandlücke und dem Fermi-Niveau der beiden in Kontakt gebrachten Materialien ab. Die Dicke der Raumladungszone nimmt umgekehrt proportional zur Wurzel aus der Dichte der Dotierungsatome im dotierten Halbleiter ab, womit bei starker Dotierung des Halbleiters die Barriere so schmal wird, dass sie vernachlässigt werden kann und sich der Kontakt wie ein kleiner ohmscher Widerstand verhält. Auch durch Legierungsbildung und die Bildung von Siliciden im Kontaktbereich kann der Schottky-Übergang zu einem ohmschen Kontakt werden.

## Materialien
Für verfügbare Halbleiter kommen zur Bildung von ohmschen Kontakten unterschiedliche Kontaktmetalle zur Anwendung. Bei dem heute am meisten verwendeten Halbleiter Silicium wird großteils Aluminium als Kontaktmaterial verwendet. Silicide als ohmscher Kontakt werden, aufgrund der schwieriger zu kontrollierenden Diffusionsprozesse, seltener angewendet. Für III-V- und II-VI-Verbindungshalbleiter stehen deutlich weniger erprobte Materialien für die ohmsche Kontaktierung als bei Silicium zur Verfügung. In der Tabelle sind einige technisch bedeutende Halbleiter und deren Kontaktmaterial zur Bildung von ohmschen Kontakten aufgelistet:
| Halbleiter    | Kontaktmaterial                                    |
| ------------- | -------------------------------------------------- |
| Si            | Al, Al-Si, TiSi2, TiN, W, MoSi2, PtSi, CoSi2, WSi2 |
| Ge            | In, AuGa, AuSb                                     |
| GaAs          | AuGe, PdGe, Ti/Pt/Au                               |
| GaN           | Ti/Al/Ti/Au, Pd/Au                                 |
| InSb          | In                                                 |
| ZnO           | InSnO2, Al                                         |
| CuIn1-xGaxSe2 | Mo, InSnO2                                         |
| HgCdTe        | In                                                 |